# Association pour l'histoire et l'informatique
 (mars 2024).
- Si vous ne connaissez pas le sujet, laissez ce bandeau (vous pouvez alors contacter les auteurs).
- Si vous supprimez le contenu mis en cause (vous pouvez préalablement contacter les auteurs),

argumentez précisément cette suppression dans la page de discussion
(un manque de référence n'est pas un argument ; une recherche réelle de référence doit avoir été effectuée, être formellement documentée).
 (mars 2024).
L'Association pour l'histoire et l'informatique (AHC) est une organisation dédiée à l'utilisation des ordinateurs dans la recherche historique.
L'AHC est une organisation internationale ayant pour but de promouvoir l'utilisation des ordinateurs dans tous les types d'études historiques, tant pour l'enseignement que pour la recherche. Elle est fondée lors d'une conférence au Westfield College de l'université de Londres en mars 1986. Elle est  fondée à nouveau lors d'une deuxième conférence au même endroit un an plus tard, en mars 1987.
L'Association supervise un journal, History and Computing (désormais appelé International Journal of Humanities and Arts Computing), publié par Edinburgh University Press.